# Große Heuneburg (Upflamör)
Die frühkeltische Befestigung Große Heuneburg liegt auf einem Höhenrücken der Gemarkung Zwiefalten im Landkreis Reutlingen in Baden-Württemberg.

## Lage
Die Höhensiedlung Große Heuneburg liegt etwa zwei Kilometer südwestlich des Zwiefalter Ortsteils Upflamör und etwa fünf Kilometer nordöstlich der keltischen Kultstätte Alte Burg (Langenenslingen) auf einem bewaldeten Höhenrücken. Sie wird nicht nur mit der Anlage in Langenenslingen, sondern auch mit der zwölf Kilometer südlich liegenden, kleineren, aber bekannteren Heuneburg bei Hundersingen in Verbindung gebracht.

## Beschreibung
Die Befestigung besteht aus einer etwa 5 Hektar großen Hauptburg und einer nahezu quadratischen, etwa 1,5 Hektar großen Vorburg im Norden. Die Vorburg liegt etwas tiefer und ist durch einen Graben von der Hauptburg getrennt.
Die Hauptburg ist auf einem nach allen Seiten abfallenden Plateau trapezförmig angelegt, die Seitenlängen betragen zwischen 160 und 320 Meter. Die Nordseite ist zusätzlich durch einen Graben geschützt, im Westen und im Süden schließen breite Terrassen an den Plateaufuß an. Das Plateau ist durch eine Steinmauer geschützt; die Mauern sind von Erde und Bewuchs bedeckt, aber im Gelände gut zu erkennen.
Die Vorburg schließt mit ihrer Südseite an den nördlichen Graben der Hauptburg an, im Osten und im Norden sind die etwa 130 Meter langen Wälle erhalten. Sie hat im Westen keinen Wall, möglicherweise wurde er nie gebaut. Die Funktion der Vorburg, die in Veröffentlichungen auch als Annex bezeichnet wird, ist derzeit nicht bekannt.
Teile der Anlage, insbesondere die Wälle, wurden offenbar rezent geändert, möglicherweise durch Land- und/oder Forstwirtschaft.
Die Terrassen waren offenbar ebenfalls ummauert, so dass die Anlage in der damals wenig bewachsenen Gegend schon aus der Ferne gut zu sehen war. Sie sind, wie die Terrassen der Alten Burg Langenenslingen, nicht in die Wälle eingebunden.
2016 wurden durch das Landesamt für Denkmalpflege Baden-Württemberg Grabungen an der Vorburg und an der Hauptburg durchgeführt. Dabei wurden im Nordwesten der Hauptburg eine zweischalige Trockenmauer aus Kalksteinen und ein Gebäudegrundriss von 9 × 16 Metern dokumentiert. Im Osten der Vorburg wurde ein mit Steinen bedeckter Erdwall angeschnitten.

## Forschungsgeschichte
Die Große Heuneburg wird in der 1827 erschienenen Beschreibung des Oberamts Riedlingen als Heineburg erwähnt.
In der Folgezeit wurde die Große Heuneburg mehrfach begangen und beschrieben. 1921 führte der Prähistoriker Gerhard Bersu systematische Grabungen durch und beschrieb die Anlage detailliert. Mit den dabei gemachten Funden datierte er die Anlage als frühkeltisch.
Im Rahmen eines übergreifenden Forschungsprojekts wurde 2016 mit Grabungen begonnen. Dabei wurde die Bauzeit der Großen Heuneburg in das 8. bis 6. Jahrhundert v. Chr. datiert. Die Anlage ist damit zur gleichen Zeit wie die Alte Burg (Langenenslingen) und die Heuneburg (Hundersingen) entstanden.

## Bilder

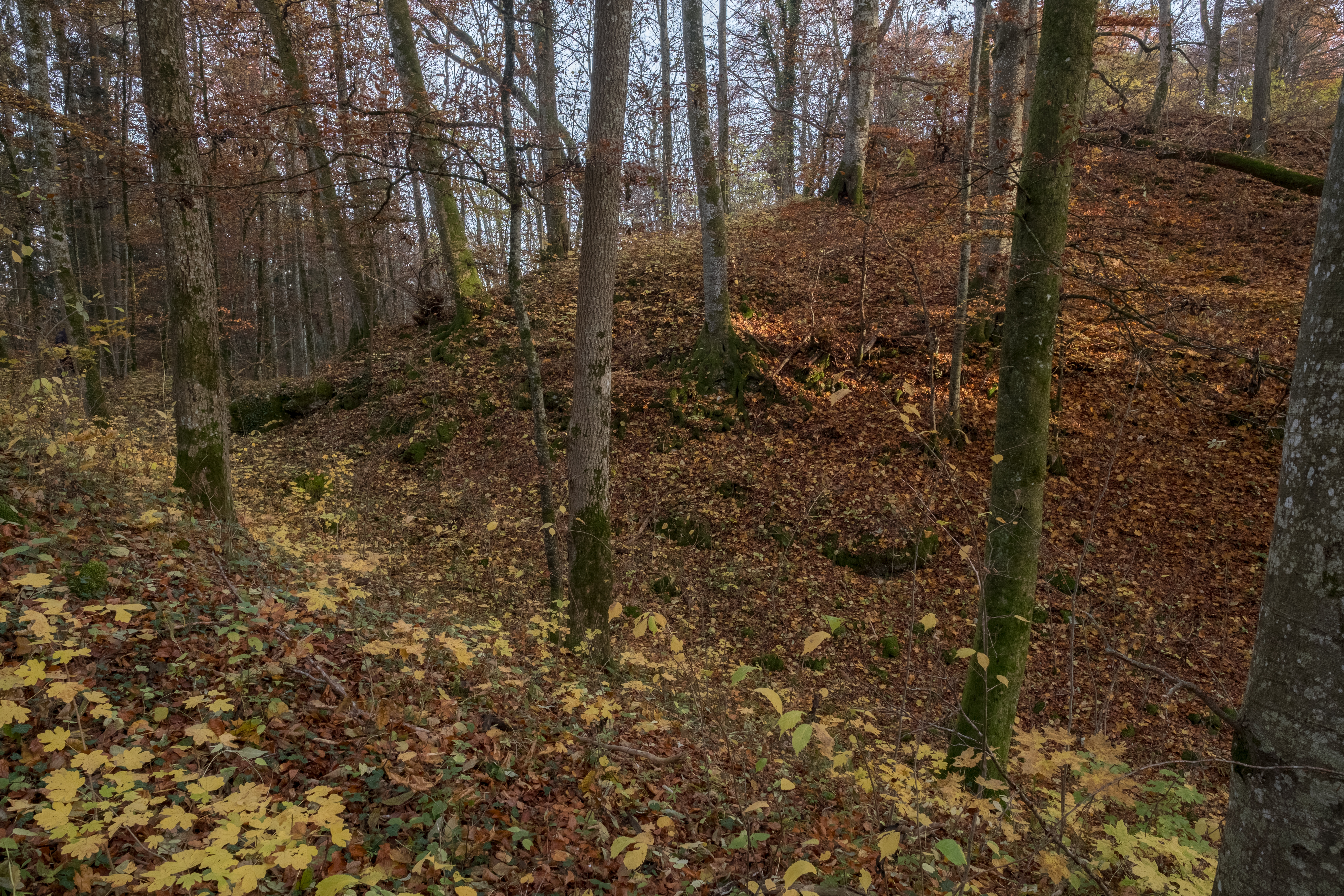
Nördlicher Wall und Vorgraben der Hauptburg
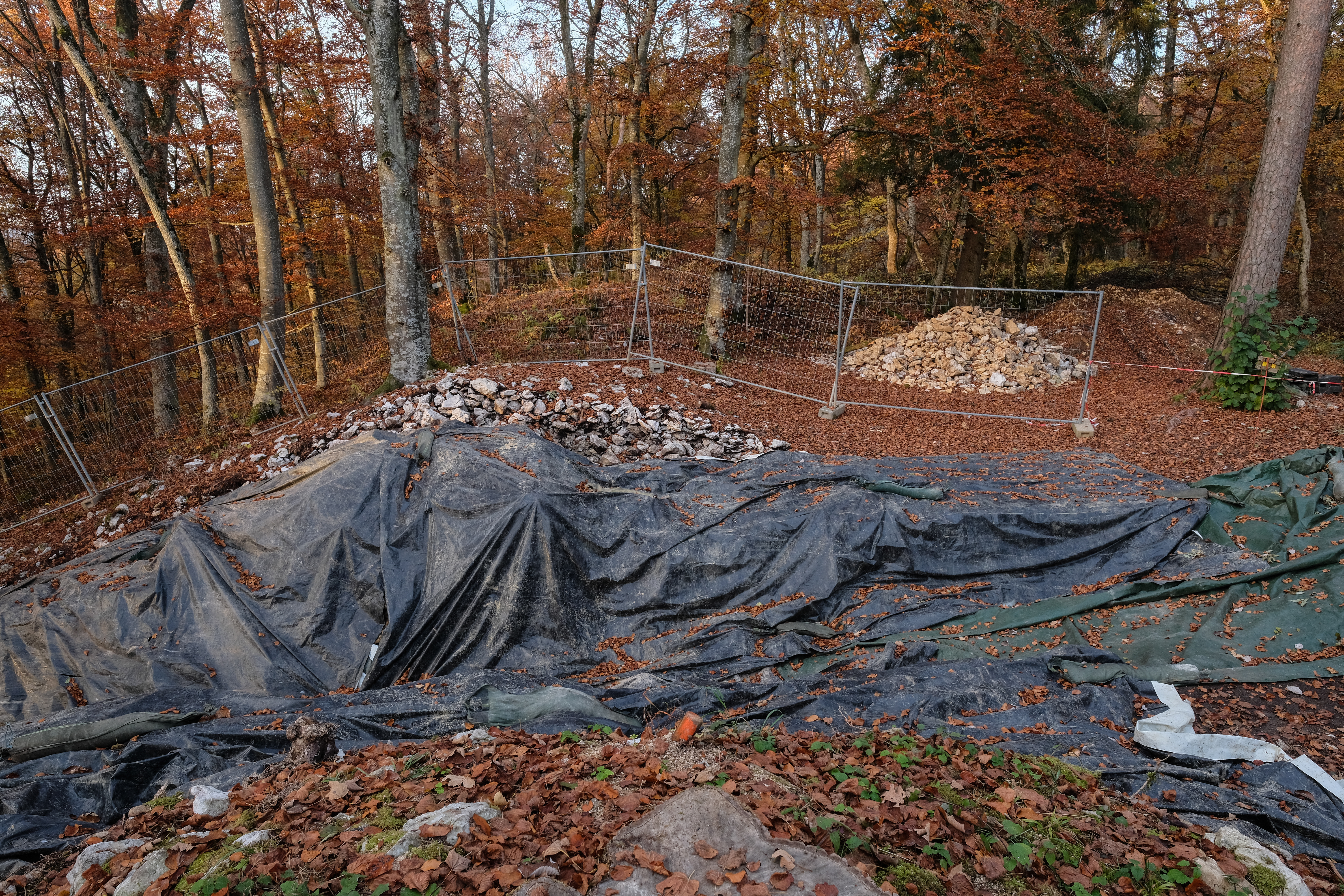
Grabung am nordwestlichen Hauptwall, 2016
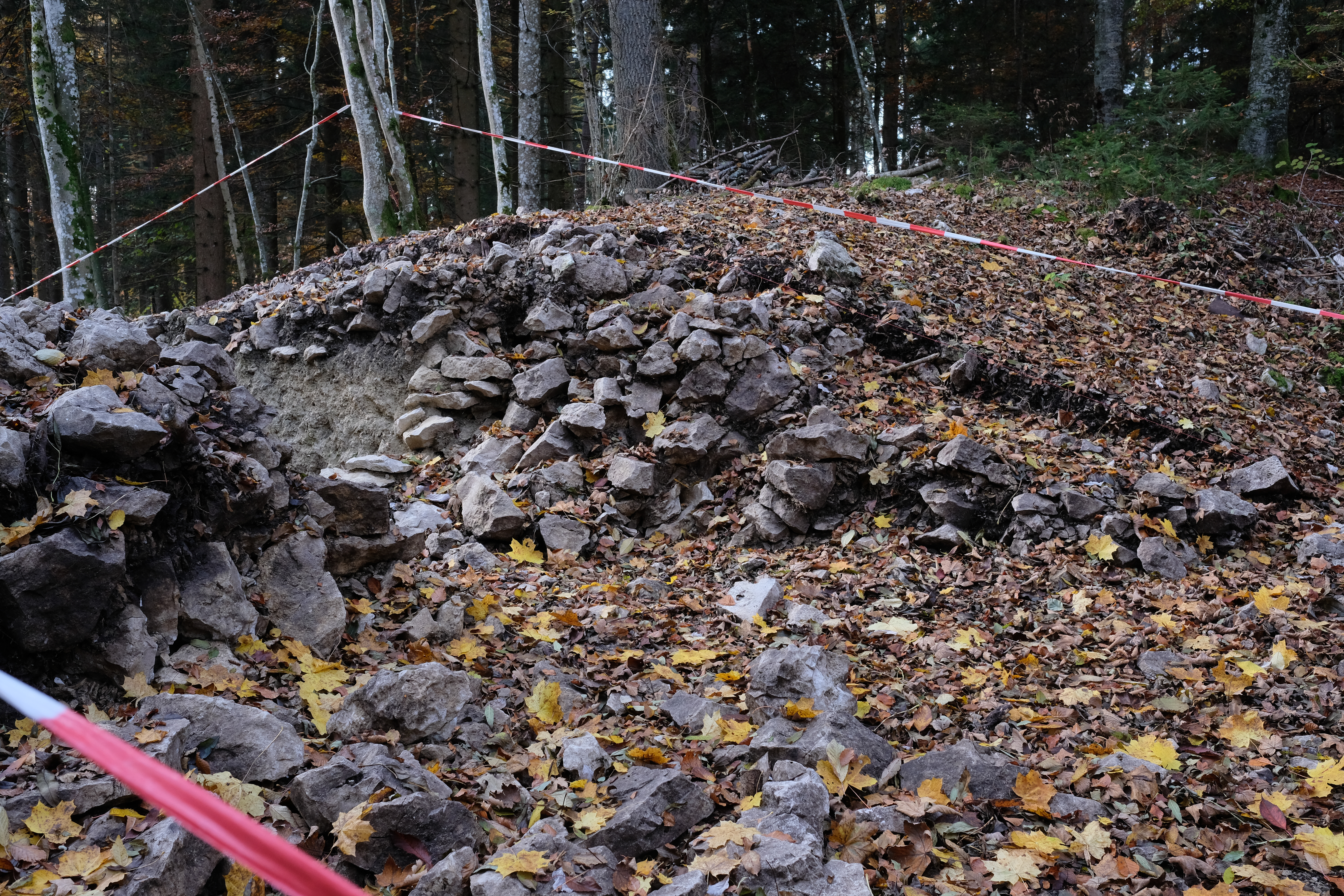
Grabung am östlichen Vorwall, 2016
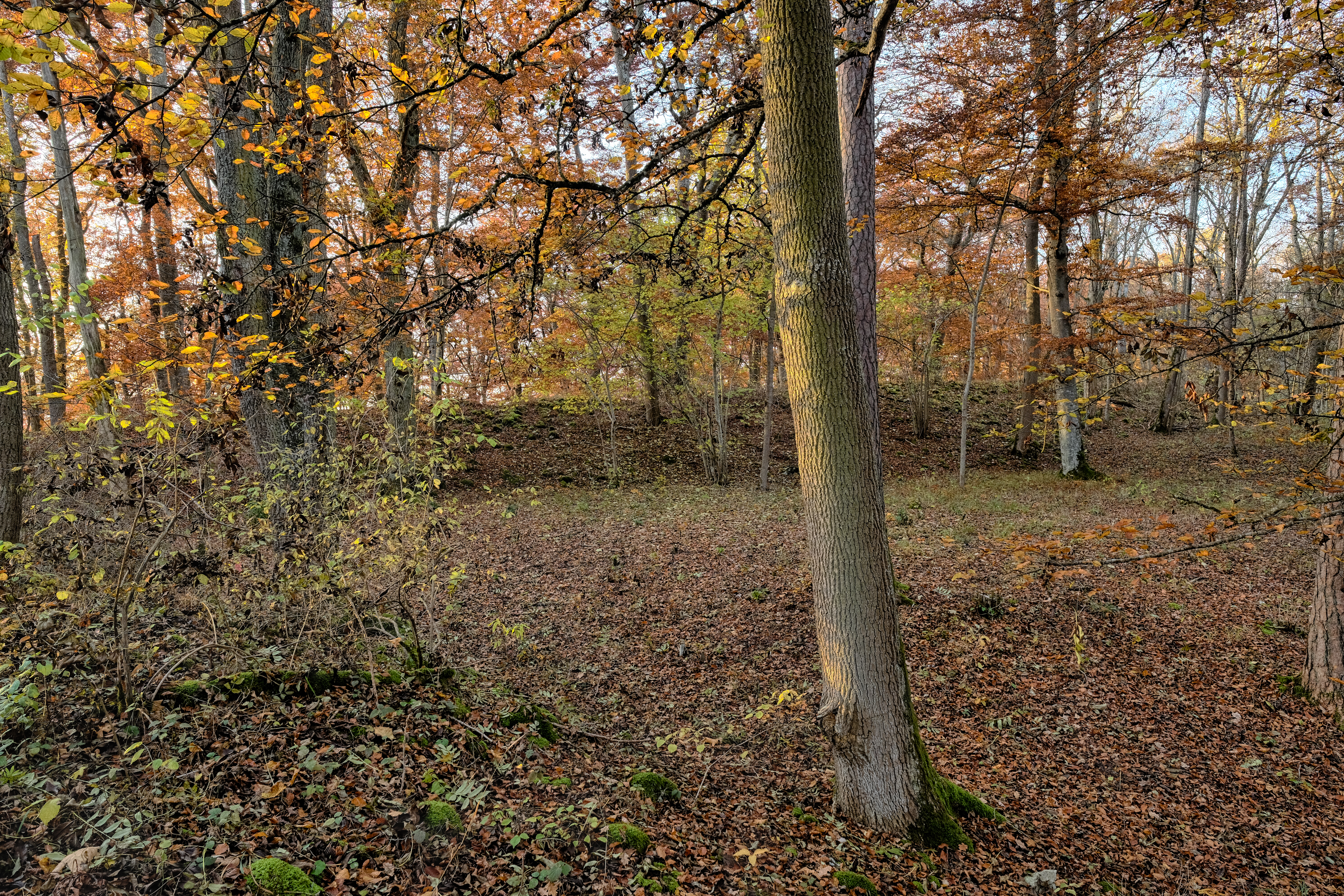
Hauptburg, Blick auf den westlichen Wall